# ムゲンノカナタヘ〜To infinity and beyond〜
「ムゲンノカナタヘ～To infinity and beyond～」（むげんのかなたへ～トゥ・インフィニティ・ アンド・ビヨンド～）は、2009年11月25日に、J-moreから発売された槇原敬之の40枚目のシングル。

## 解説
表題曲「ムゲンノカナタヘ～To infinity and beyond～」は TBS系『日立 世界・ふしぎ発見!』エンディングテーマ。後にBeeTVドラマ「30ハケン女が就職する方法」主題歌にも起用。

## 収録曲
作詞・作曲・編曲：槇原敬之
1. ムゲンノカナタヘ～To infinity and beyond～
2. 冬のコインランドリー
3. ムゲンノカナタヘ～To infinity and beyond～（Backing Track）
4. 冬のコインランドリー（Backing Track）